# Freulleville
Freulleville est une commune française située dans le département de la Seine-Maritime, en région Normandie.

## Géographie
Freulleville est une commune française qui s'étend sur 113 hectares, à une altitude de 50 mètres.

### Hydrographie
La commune est située dans le bassin Seine-Normandie. Elle est drainée par l'Arques, le fossé du Fond de Meuse, la Béthune et  et un autre petit cours d'eau,.
L'Arques, d'une longueur de 67 km, prend sa source dans la commune de Gaillefontaine, à une altitude de 204 m (le cours d'eau porte alors le nom de rivière de la Béthune) et se jette  dans la Manche à Dieppe, après avoir traversé 24 communes. 

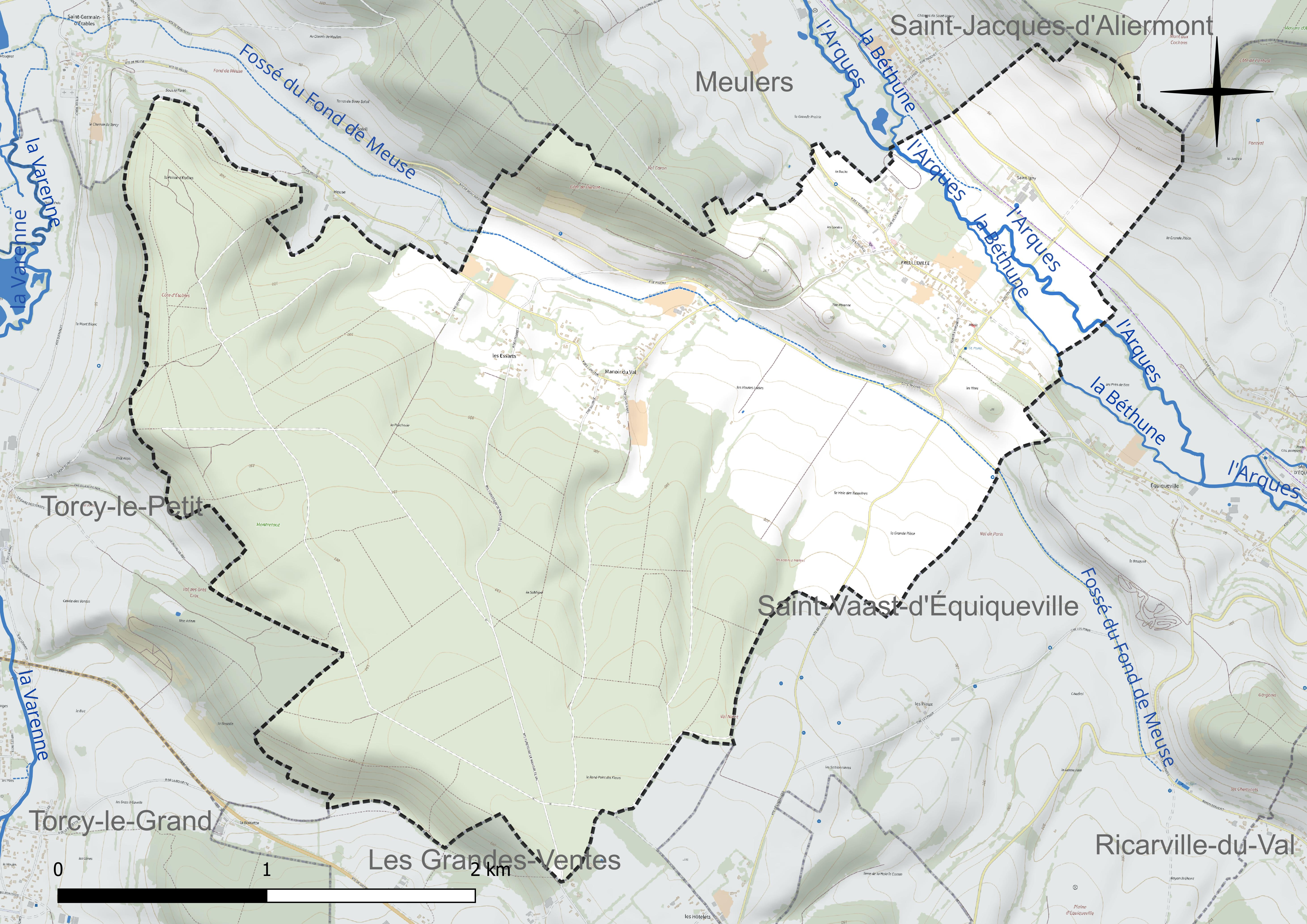
Réseau hydrographique de Freulleville.

### Climat
Pour des articles plus généraux, voir Climat de la Normandie et Climat de la Seine-Maritime.
En 2010, le climat de la commune est de type climat océanique franc, selon une étude du CNRS s'appuyant sur une série de données couvrant la période 1971-2000. En 2020, Météo-France publie une typologie des climats de la France métropolitaine dans laquelle la commune est exposée à un climat océanique et est dans la région climatique Côtes de la Manche orientale, caractérisée par un faible ensoleillement (1 550 h/an) ; forte humidité de l’air (plus de 20 h/jour avec humidité relative > 80 % en hiver), vents forts fréquents. Parallèlement le GIEC normand, un groupe régional d’experts sur le climat, différencie quant à lui, dans une étude de 2020, trois grands types de climats pour la région Normandie, nuancés à une échelle plus fine par les facteurs géographiques locaux. La commune est, selon ce zonage, exposée à un « climat maritime », correspondant au Pays de Caux, frais, humide et pluvieux, légèrement plus frais que dans le Cotentin.
Pour la période 1971-2000, la température annuelle moyenne est de 10,8 °C, avec une amplitude thermique annuelle de 13,2 °C. Le cumul annuel moyen de précipitations est de 886 mm, avec 13,2 jours de précipitations en janvier et 8,4 jours en juillet. Pour la période 1991-2020, la température moyenne annuelle observée sur la station météorologique la plus proche, située sur la commune de Dieppe à 16 km à vol d'oiseau, est de 11,3 °C et le cumul annuel moyen de précipitations est de 805,2 mm,. Pour l'avenir, les paramètres climatiques de la commune estimés pour 2050 selon différents scénarios d’émission de gaz à effet de serre sont consultables sur un site dédié publié par Météo-France en novembre 2022.

## Urbanisme

### Typologie
Au 1er janvier 2024, Freulleville est catégorisée commune rurale à habitat dispersé, selon la nouvelle grille communale de densité à sept niveaux définie par l'Insee en 2022.
Elle est située hors unité urbaine. Par ailleurs la commune fait partie de l'aire d'attraction de Dieppe, dont elle est une commune de la couronne,. Cette aire, qui regroupe 62 communes, est catégorisée dans les aires de 50 000 à moins de 200 000 habitants,.

### Occupation des sols
L'occupation des sols de la commune, telle qu'elle ressort de la base de données européenne d’occupation biophysique des sols Corine Land Cover (CLC), est marquée par l'importance des forêts et milieux semi-naturels (55,6 % en 2018), une proportion sensiblement équivalente à celle de 1990 (55,9 %). La répartition détaillée en 2018 est la suivante : 
forêts (55,6 %), prairies (21,2 %), terres arables (20,9 %), zones urbanisées (2,3 %). L'évolution de l’occupation des sols de la commune et de ses infrastructures peut être observée sur les différentes représentations cartographiques du territoire : la carte de Cassini (XVIIIe siècle), la carte d'état-major (1820-1866) et les cartes ou photos aériennes de l'IGN pour la période actuelle (1950 à aujourd'hui).

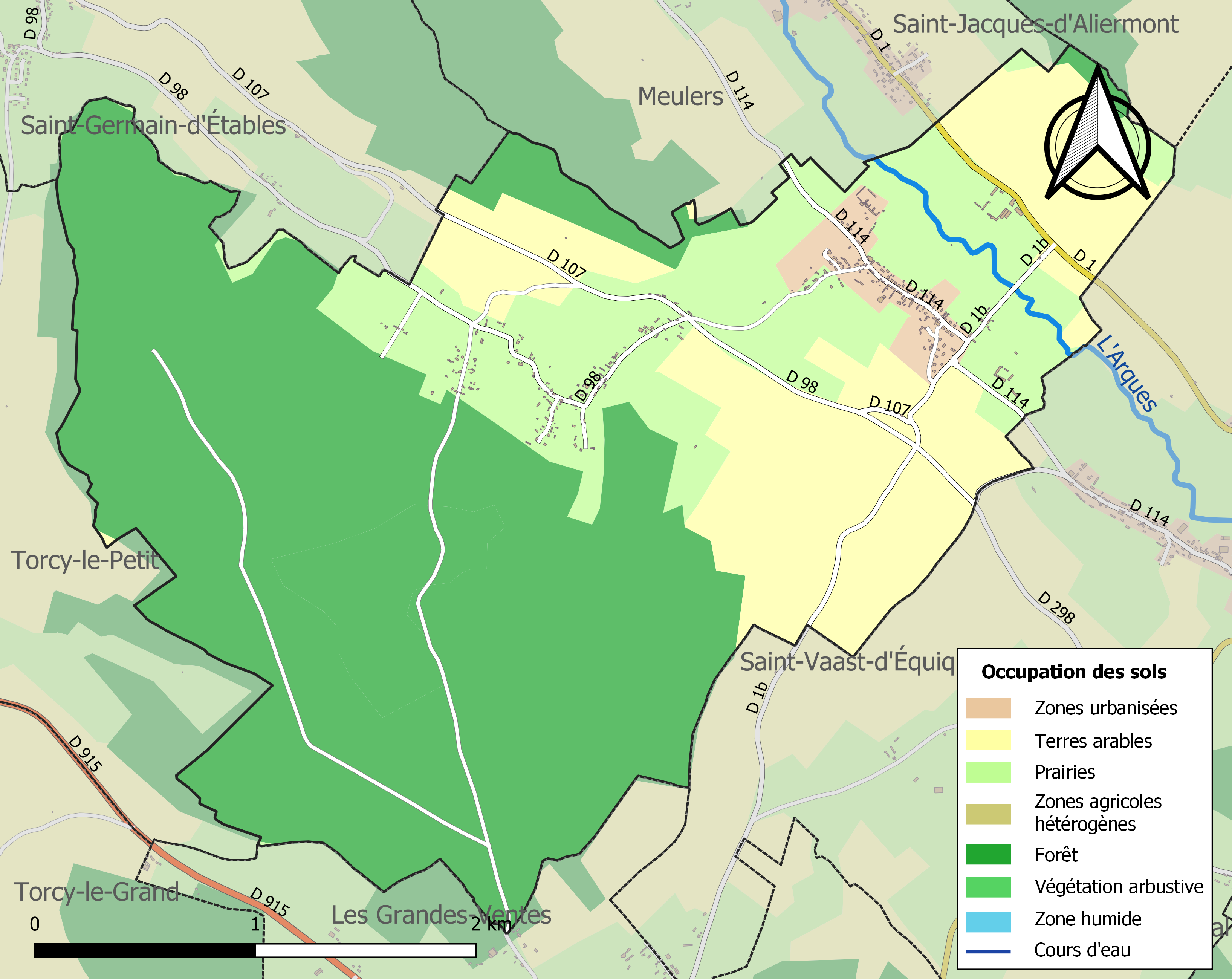
Carte des infrastructures et de l'occupation des sols de la commune en 2018 (CLC).

## Toponymie
Le nom de la localité est attesté sous les formes Frela villa en 1177 - 82 et Frellavilla vers 1185.
Il s'agit d'une formation toponymique médiévale en -ville au sens ancien de « domaine rural ». Il est précédé d'un anthroponyme selon le cas général. Le premier élément Freulle- résulte de l'évolution d'un nom de personne dont il est impossible de déterminer avec certitude la forme initiale, étant donné l'absence de mentions assez anciennes.
Il peut s'agir du nom de personne germanique occidental Frutilo ou Fritilo, voire de l'anthroponyme vieux norrois Friðleifr (cf. Freltofte, Danemark). On retrouve ce nom de personne sous forme de patronyme dans Magny-le-Freule (Calvados, Magneium le Freulle au XIVe siècle) et dans Montfreule (Calvados, manoir à 5 km de Magny). Ils sont eux aussi situés à la limite de l'aire de diffusion de la toponymie scandinave.
Remarque : Albert Dauzat propose Frutilo pour expliquer l'évolution Freulle- solution phonétiquement possible, mais qui contredit les formes anciennes en Frel(l)- dont il n'avait pas connaissance (il n'en cite aucune). François de Beaurepaire préfère Fritilo sur la base de la forme ancienne Frel-, mais ce nom peut difficilement expliquer le passage de Frel- à Freul-. Quant à Jean Renaud, son hypothèse Friðleifr souffre de la même faiblesse que la précédente, à savoir l’absence de traces dans les formes anciennes qui permettent de justifier l’évolution Friðle- à Freul- et de l’existence du groupe /eifr/. Le vieux norrois possède bien un nom commun friðla > frilla qui désigne une concubine dans le monde nordique, ainsi qu'un friðill « amant, galant » > frilli qui ont pu être utilisés comme surnoms et être associés à l'appellatif -ville. Le doublement de [l] justifie le passage de Frell- à Freul- comme dans le nom de la Veules (Seine-Maritime, Wellas en 1025, notée aussi Veulles), hydronyme de type anglo-scandinave wella « source, cours d'eau ». Quant à l'évolution [il] > [el], elle est régulière cf. latin illa > français elle.

### Microtoponymie
- Auberbosc, fief cité comme réuni à celui de Freulleville 1755 .
- Bache (La) Lieu-dit, commune de Freulleville.
- Beaufriesc (Le) Lieu-dit, commune de Freulleville.
- Brimbière (La) Lieu-dit, commune de Freulleville 1755 .
- Chapelle (La) Lieu-dit, commune de Freulleville.
- Chassemarées (Chemin des), Commune de Freulleville.
- Chaussée (La) Lieu-dit, commune de Freulleville, 1686 .
- Côte-Madame (la) Lieu-dit , commune de Freulleville.
- Côte-Matelin (La) Écart, commune de Freulleville.
- Côte-Randorsin (La) Écart, commune de Freulleville.
- Couturettes (Les) Lieu-dit, commune de Freulleville.
- Crèvecoeur Lieu-dit, commune de Freulleville.
- Croc (Forêt du), partie de la forêt d'Eawy, communes de Freulleville, de Torcy-le-Petit et des Grandes-Ventes.
- Devises-de-Meulers (Les), commune de Freulleville.
- Essarts (Les) Hameau, commune de Freulleville.
- Etrangueville ou Etrangle-vieille Lieu-dit, commune de Freulleville.
- Fausse-rivière (La) Lieu-dit, commune de Freulleville.
- Fond-de-Meuse Lieu-dit, communes de Freulleville et de Saint-Germain-d'Etables.
- Forêt-du-Croc (La) Lieu-dit, commune de Freulleville.
- Fosse-aux-Malades (La) Lieu-dit, commune de Freulleville
- Fosse-aux-Martres (La) Commune de Freulleville 1755 .
- Fosses-à-Martres (Les) Lieu-dit, commune de Freulleville 1957 (I.G.N.).
- Grand-Mont Lieu-dit, commune de Freulleville.
- Grès (Les) Lieu-dit, commune de Freulleville.
- Haie des Trouvères (la) Lieu-dit , commune de Freulleville.
- Haqueville Fief, commune de Freulleville.
- Hautes-Luttes (Les) Lieu-dit, commune de Freulleville.
- Heze-Maheut Lieu-dit au hameau de Saint-Igny (anc. Saintegny), commune de Freulleville.
- Homme (Le) Lieu-dit, commune de Freulleville.
- Londes (Les) Lieu-dit, commune de Freuleville.
- Longboel Lieu-dit, commune de Freulleville.
- Manoir-du-Val (Le) Hameau, commune de Freulleville.
- Maudétour Lieu-dit, commune de Freulleville.
- Miromesnil Fief, commune de Freulleville.
- Mironnettes (Les) Lieu-dit, commune de Freulleville.
- Notre-Dame-de-la-Croix Chapelle, commune de Freulleville.
- Paradis (Le) Ferme, commune de Freulleville.
- Pardieu (Fief) Lieu-dit, commune de Freulleville.
- Pimont (Bois de) Commune de Freulleville.
- Precheyx (Le) Lieu-dit, commune de Freulleville.
- Rion-des-Deux-Chênes (Le) Lieu-dit, commune de Freulleville.
- Rue-du-Bosc Hameau, commune de Freulleville.
- Saint-Igny Hameau, commune de Freulleville.
- Tête-Péronne Lieu-dit, commune de Freulleville.
- Têtes (Les) Écart, commune de Freulleville.
- Tournailles-de-Saint-Vaast (Les) (d'Équiqueville), commune de Freulleville.
- Val-de-Meuse Lieu-dit, commune de Freulleville.
- Val-de-Paris Écart, communes de Freulleville et de Saint-Vaast-d'Equiqueville.
- Val-des-Grès Maison forestière lieu-dit, communes de Freulleville et Torcy-le-Petit, en forêt d'Eavy.
- Val-Ninet Commune de Freulleville.
- Valouinet Lieu-dit, commune de Freulleville.
- Val-Renault (Le) Commune de Freulleville.
- Vauchaux (Les) Commune de Freulleville.
- Vé-Guérard (Le) Commune de Freulleville.
- Vergnion (Le) Commune de Freulleville.
- Ville (La) Commune de Freulleville.

## Politique et administration

### Liste des maires
| Période                                  | Période                    | Identité                                | Étiquette | Qualité                                          |
| ---------------------------------------- | -------------------------- | --------------------------------------- | --------- | ------------------------------------------------ |
| Les données manquantes sont à compléter. |                            |                                         |           |                                                  |
| 1793                                     | 1799                       | Langlois Jean                           |           | adjoint, membre du conseil                       |
| 1799                                     | 1800                       | Guise Jean                              |           | adjoint, membre du conseil                       |
| 1800                                     | 1808                       | Bienaimé Jacques                        |           | .                                                |
| 1808                                     | 1828                       | Dohin de La Goullerie Charles Placide   |           | chevalier de l'ordre de st Louis                 |
| 1828                                     | 1829                       | Paquet Jacques Nicolas                  |           | adjoint, propriétaire et cultivateur             |
| 1829                                     | 1830                       | Ducrotay De Blainville Pierre Joseph    | .         | propriétaire                                     |
| Sept 1830                                | Avr 1831                   | Langlois                                |           |                                                  |
| Avr 1831                                 | Jan 1833                   | Papin Nicolas                           |           | cultivateur                                      |
| Jan 1833                                 | 1835                       | Prévost Pierre Rémi                     |           | propriétaire                                     |
| 1835                                     | 1846                       | Gosse Jacques Philippe                  |           | cultivateur                                      |
| 1846                                     | 1855                       | Dubost Nicolas Narcisse                 |           | cultivateur                                      |
| 1855                                     | 1860                       | Pinchon Michel                          |           | cultivateur à Saintigny                          |
| 1860                                     | 1871                       | Lepingle Laurent Eugéne                 |           | propriétaire                                     |
| 1871                                     | 1874                       | Paquet Jacques Achille                  |           | propriétaire                                     |
| 1874                                     | 1874                       | Dumont Jean Emérand Philippe            |           | adjoint au maire                                 |
| 1874                                     | 1876                       | Lepingle Pierre Laurent                 |           | marchand de bestiaux                             |
| 1876                                     | 1876                       | Dumont Jean Emérand Philippe            |           | adjoint au maire                                 |
| 1876                                     | 1878                       | Harlay Sylvain Alexandre                |           | cultivateur                                      |
| 1878                                     | 1878                       | Dumont Jean Emérand Philippe            |           | rentier (était cordonnier)                       |
| 1878                                     | 1888                       | Théroude Henri Albert                   |           | propriétaire                                     |
| 1888                                     | 1894                       | Boitel Eugène                           |           | cultivateur                                      |
| 1894                                     | 1900                       | Lemaitre Eugène                         |           |                                                  |
| 1900                                     | jan 1919                   | Harlay Sylvain Alexandre                |           | retraité                                         |
| jan 1919                                 | déc 1919                   | Plaisant Victorien Ernest               |           | Premier Conseiller,Epicier cafetier ,Cultivateur |
| déc 1919                                 | 1926                       | Lemonnier Gaston                        |           | cultivateur                                      |
|                                          |                            |                                         |           |                                                  |
| 1930                                     | 1960                       | Couespel Marie Antoine Bénédict Gustave |           | directeur de filature                            |
| 1960                                     | 1973                       | Fromager Jacques Louis Marcel           |           | Propriétaire immobilier                          |
| 1973                                     | 1977                       | Roussel André Henri                     |           | Ouvrier d'usine                                  |
| 1977                                     | 1995                       | Gras Philippe Charles Marie Joseph      | Les Verts | Officier de marine                               |
| 1995                                     | 2020                       | Boutin-Bonningues Annie                 | UMP → LR  | Agricultrice                                     |
| mai 2020,                                | En cours (au 10 août 2020) | Perré Lionel                            |           | Technicien atelier                               |

### Tendances et résultats politiques
Ce village a longtemps été considéré comme traditionnellement de gauche jusqu'en 2012. Néanmoins, depuis le milieu des années 2010, le Rassemblement national arrive systématiquement en tête des élections, enregistrant un pic de lors des élections européennes de 2024 avec 55,32 % des voix.

## Démographie
L'évolution du nombre d'habitants est connue à travers les recensements de la population effectués dans la commune depuis 1793. Pour les communes de moins de 10 000 habitants, une enquête de recensement portant sur toute la population est réalisée tous les cinq ans, les populations de référence des années intermédiaires étant quant à elles estimées par interpolation ou extrapolation. Pour la commune, le premier recensement exhaustif entrant dans le cadre du nouveau dispositif a été réalisé en 2007.

En 2022, la commune comptait 378 habitants, en évolution de +3 % par rapport à 2016 (Seine-Maritime : +0,35 %, France hors Mayotte : +2,11 %).
| 1793 | 1800 | 1806 | 1821 | 1831 | 1836 | 1841 | 1846 | 1851 |
| ---- | ---- | ---- | ---- | ---- | ---- | ---- | ---- | ---- |
| 530  | 547  | 561  | 536  | 628  | 600  | 608  | 560  | 551  |

| 1856 | 1861 | 1866 | 1872 | 1876 | 1881 | 1886 | 1891 | 1896 |
| ---- | ---- | ---- | ---- | ---- | ---- | ---- | ---- | ---- |
| 486  | 510  | 492  | 452  | 467  | 459  | 422  | 421  | 405  |

| 1901 | 1906 | 1911 | 1921 | 1926 | 1931 | 1936 | 1946 | 1954 |
| ---- | ---- | ---- | ---- | ---- | ---- | ---- | ---- | ---- |
| 372  | 371  | 325  | 258  | 262  | 294  | 315  | 309  | 268  |

| 1962 | 1968 | 1975 | 1982 | 1990 | 1999 | 2006 | 2007 | 2012 |
| ---- | ---- | ---- | ---- | ---- | ---- | ---- | ---- | ---- |
| 281  | 278  | 257  | 230  | 297  | 335  | 348  | 350  | 371  |

| 2017 | 2022 | - | - | - | - | - | - | - |
| ---- | ---- | - | - | - | - | - | - | - |
| 364  | 378  | - | - | - | - | - | - | - |

## Culture locale et patrimoine

### Personnalités liées à la commune
- Albert Milhaud vécut à Freulleville de 1940 à 1945.